# Флетчер-Вейн, Уильям, 1-й барон Инглвуд
Уильям Флетчер-Вейн, 1-й барон Инглвуд (англ. William Fletcher-Vane, 1st Baron Inglewood; 12 апреля 1909 — 22 июня 1989) — британский политик.

## Ранняя жизнь
Инглвуд был сыном подполковника Уильям Лайонел Вэйна, потомка Гилберта Вейна, 2-го барона Барнарда. Его дядя Генри Вейн стал девятым бароном Барнардом в 1891 году после смерти своего дальнего родственника Гарри Джорджа Паулетта, 4-го герцога Кливленда и 8-го барона Барнарда. Мать Инглвуда, леди Кэтрин Луиза Пакенхем, была дочерью Уильяма Лайгона Пакенхема, 4-го графа Лонгфорда. Образование получил в школе Чартерхаус и Тринити-колледже Кембриджcкого университета.
Инглвуд был дальним родственником баронетов Флетчер-Вейн, и 9 апреля 1931 года, незадолго до своего 22-го дня рождения, принял дополнительную фамилию «Флетчер», а затем унаследовал поместье Хаттон (англ.), которое тогда находились во владении ещё живого сэра Френсиса Флетчер-Вейна, 5-го и последнего из баронетов Флетчер-Вейн из Хаттона. Хотя в поместье баронов Флетчер-Вэйн было приблизительно 7 194 акра, сэр Фрэнсис умер в доме престарелых в Ламбете в 1934 году.

## Карьера
Инглвуд воевал во Второй мировой войне сначала на территории Франции, а потом — на Ближнем Востоке в звании полковника лёгкого Даремского пехотного полка. На всеобщих выборах 1945 года баллотировался от Уэстморленда в составе Консервативной партии в Палату общин, где заседал до провала консерваторов на выборах 1964 года. В правительствах Энтони Идена и Гарольда Макмиллана был в качестве парламентского секретаря министра по пенсиям (с 1958 по 1960 год), а также в качестве парламентского секретаря Министерства сельского хозяйства, рыболовства и продовольствия (с 1960 по 1962 год). В 1963 году возглавлял делегацию Соединённого Королевства на Всемирном продовольственном конгрессе в Вашингтоне. 30 июня 1964 года Флетчер-Вейн был возведён в баронское достоинство как 1-й барон Инглвуд.

## Личная жизнь
Лорд Инглвуд женился на Мэри Проби, дочери сэра Ричарда Джорджа Проби, 1-го баронета, в 1949 году, от которой у него был единственный сын, Ричард, унаследовавший его титул. Умер в июне 1989 года, в возрасте 80 лет.